# Allium nuristanicum
Allium nuristanicum là một loài thực vật có hoa trong họ Amaryllidaceae. Loài này được Kitam. mô tả khoa học đầu tiên năm 1958.